# 青木涼子
青木 涼子（あおき りょうこ）は、日本の音楽家、能声楽家。現代音楽の作曲家と能の声楽である「謡」を素材にした新曲を発表している。父は建築家の青木茂。再従兄弟に芥川賞作家の小野正嗣。

## 来歴
大分県佐伯市出身。14歳より能の稽古を始める。東京藝術大学音楽学部邦楽科能楽専攻卒業（観世流シテ方専攻）。東京藝術大学音楽研究科修士課程修了。ロンドン大学東洋アフリカ学院博士課程修了。平成27年度文化庁文化交流使。
2019年第11回「創造する伝統賞」（公益財団法人日本文化藝術財団）受賞。
作曲家が作曲した「謡」のための新曲の公演活動を行っている。今までに50人を超える現代音楽の作曲家が楽曲を提供。ペーテル・エトヴェシュ、ステファーノ・ジェルヴァゾーニ、細川俊夫などの作曲家による現代音楽作品の初演、オーケストラとの共演、オペラ出演などを行う。

2010年より世界の作曲家に能声楽の新曲を委嘱するシリーズ「現代音楽×能」を主催している。

コロナ禍の2020年5月より世界の演奏家とリアルタイムにリモート演奏するYouTubeライブ「能声楽奉納」を開催した。
テアトロ・レアル王立劇場にてオペラ出演。ロイヤル・コンセルトヘボウ管弦楽団、フィレンツェ五月音楽祭管弦楽団、アンサンブル・アンテルコンタンポラン、ミュンヘン室内管弦楽団などのオーケストラと共演。パリの秋芸術祭、ムジークフェストベルリン、バルトーク・フェスティバルへの参加や、コンセルトヘボウ、ベルリン・フィルハーモニー、フィルハーモニー・ド・パリ、ケルン・フィルハーモニーなどのホールに出演している。

## 人物
- 東京藝術大学の時の保証人が建築家の磯崎新であった[7]。作曲家の細川俊夫には磯崎の紹介で知り合った[8]。

- ロンドン大学では研究者を志し「女性と能」についての博士論文を執筆、博士号（Ph.D）を取得した[9]。

- ザルツブルク音楽祭やパリ・オペラ座の総裁を歴任したジェラール・モルティエに見出され、2013年モルティエが当時総裁を務めていたテアトロ・レアル王立劇場にヴォルフガング・リーム《メキシコの征服》（ピエール・オーディ演出）のマリンチェ役でデビューを果たした[10]。

- 2016年パリで世界初演した馬場法子《Nopera AOI葵》では、writtenafterwardsの山縣良和が衣装を担当[11]。同年にあいちトリエンナーレで世界初演したオレリアン・デュモン《秘密の閨》では、建築家の田根剛が舞台空間、SOMARTAの廣川玉枝が衣装を担当[12]。翌2017年パリ・フェスティバル・ドートンヌで世界初演を行った細川俊夫《二人静ー海から来た少女ー》では、平田オリザが台本と演出を担当[13]。他にもファッションデザイナーの中里唯馬[14]、江角泰俊[15]、スズキタカユキ[10]など多分野とのコラボレーションも多い。

- 2019年2月に東京都港区にて文化活動を行っていることから「港区観光大使」に任命された[16]。

## CD
- 青木涼子「能×現代音楽」コジマ録音 (ALCD-98)

## 主な出演

### 公演
- 2017/12/1 パリの秋芸術祭にて、マティアス・ピンチャー指揮アンサンブル・アンテルコンタンポランと共に細川俊夫のオペラ《二人静ー海から来た少女ー》（原作：平田オリザ）を世界初演。その後ケルンフィルハーモニーにて再演[17]。
- 2018/1/12 フィレンツェ五月音楽祭劇場にて、ヴォルフラム・クリスト指揮フィレンツェ五月音楽祭管弦楽団と共にフェデリコ・ガルデッラ「Two Souls」を世界初演[18]。
- 2018/2/1 コンセルトヘボウにて、ロイヤル・コンセルトヘボウ管弦楽団と共に 馬場法子「ハゴロモ・スイート」をヨーロッパ初演[19]。
- 2019/1/27 ヨーテボリにて、ペーテル・エトヴェシュ指揮Gageego! Ensembleと共にペーテル・エトヴェシュ「くちづけ」を世界初演。その後、東京文化会館、ポルトのカーサ・ダ・ムジカ、マドリードの国立音楽堂、ベルリン・フィルハーモニー、ケルン、ブダペストにて再演[20]。

### 雑誌
- AERA 2013年11月11日号　「2020年の主役50人」
- タワーレコード intoxicate 2015年10月10日号　表紙・巻頭インタビュー
- 日経ビジネス 2015年12月18日・2016年1月4日号　「次代を創る100人」
- タワーレコード intoxicate 2020年6月19日号 表紙・特別寄稿

### テレビ
- NHK俳句 2008年3月2日 NHK教育テレビ
- AMAZING BANG BACK 2014年2月23日 BS朝日
- My Value My Way 2015年7月2日 フジテレビ
- News Room Tokyo “Unmasking Noh” 2019年3月18日 NHKワールド
- 岸辺露伴は動かない（9）密漁海岸　2024年5月8日　NHK

### 広告
- 日経ウーマノミクス 広告モデル　2015年6月
- フィガロジャポン クロムハーツ　モデル　2016年9月号
- VOGUE Japan アシックスタイガー　モデル　2016年11月15日
- 三越伊勢丹 JAPAN SENSES　メインビジュアル　2017年4月
- 富士フイルム アスタリフト　モデル　2017年9月
- T JAPAN「才能を照らすダイヤモンドの輝き」 2018年12月5日
- 東武鉄道 まるごと日光東武フリーパス　モデル　2019年3月